# Cinema Bizarre
Cinema Bizarre a fost o trupă pop-rock-sos-electronic formată în Berlin, Germania la o conferință despre muzica pop-rock. Membrii formației au fost: 
- Strify (20 august 1988) - solist - numele real: Andreas Hudec,
- Kiro (11 ianuarie 1988) - chitară bas - nume real: Kristian Carsten Schäfer,
- YU (29 decembrie 1988) - chitară - nume real: Hannes de Buhr,
- Shin (12 decembrie 1989) - tobe - nume real: Marcel Gothow,
- Romeo (4 august 1988) - clape - nume:Romeo 'Nightingale',
- Luminor (22 martie 1985) care a fost la clape, a părăsit trupa în anul 2008 din motive de sănătate.

Din nefericire, trupa s-a destrămat, membrii formației simțind nevoia de „a face o schimbare”.